# Enispa convexa
Enispa convexa là một loài chân đều trong họ Cymothoidae. Loài này được Richardson miêu tả khoa học năm 1905.